# Новоукраїнка (Добропільська міська громада)
Новоукра́їнка (хутор Піскуни) — село Добропільської міської громади Покровського району Донецької області, Україна.

## Історія
До революції 1917 року землі належали меноніту Генріху Йогановичу Діку і були не заселені.  З часом  меноніт Г.Й.Дік залишив свої землі.
Першим на цю землю в 1924 році приїхав Приваліхін Сергій Данилович і почав добиватись виділення землі під забудови житлових будинків та інших об'єктів. Слідом за ним приїхали ще три сім'ї. У 1924 році Красноармійською районною радою було вирішено питання виділити землю про забудову, у цьому році із Слав'янського району села Піскуни і із Краснолиманського району села Діброве приїхали ще переселенці.
У 1929 році побудували школу, першим завідувачим школи був Приваліхін С.Д.

## Населення

### Мова
Розподіл населення за рідною мовою за даними перепису 2001 року:
| Мова            | Кількість | Відсоток |
| --------------- | --------- | -------- |
| українська      | 324       | 92.57%   |
| російська       | 23        | 6.57%    |
| білоруська      | 1         | 0.29%    |
| інші/не вказали | 2         | 0.57%    |
| Усього          | 350       | 100%     |

## Засновник
- Дік Генріх Йоганович

## Жертви сталінських репресій
- Привалихін Сергій Данилович, 1882 року народження, село Гола Долина Слов'янського району Донецької області, росіянин, освіта середня, безпартійний. Проживав у селі Новоукраїнка Добропільського району Сталінської (Донецької) області. Пенсіонер. Заарештований 9 грудня 1945 року. Даних про вирок немає. Реабілітований у 1946 році.